# Peter Mauclerc
Peter Mauclerc ook bekend als Peter I van Bretagne of Peter van Dreux (circa 1187 - 26 mei 1250) was van 1213 tot 1221 in naam van zijn echtgenote hertog van Bretagne en van 1221 tot 1237 regent van Bretagne. Bovendien was hij van 1218 tot 1235 de eerste graaf van Richmond. Hij behoorde tot het huis Dreux.

## Oorsprong
Peter was de tweede zoon van graaf Robrecht II van Dreux en Yolande van Coucy. Zijn vader was een zoon van graaf Robrecht I van Dreux, een jongere broer van koning Lodewijk VII van Frankrijk. Hierdoor was Peter een achterneef van koning Lodewijk VIII van Frankrijk.
Hoewel hij van koninklijke afkomst was, zag het ernaar uit dat Peter als jongere zoon uit een zijlinie van het huis Capet een toekomst als onbelangrijke edelman tegemoet ging, met een paar verspreide leengoederen in het Île-de-France en Champagne. Oorspronkelijk was Peter bestemd voor een kerkelijke loopbaan, wat hij later weigerde. Dit leverde hem de bijnaam Mauclerc op, afkorting van het Franse mauvais clerc, wat in het Nederlands slechte geestelijke betekent.

## Troonsbestijging in Bretagne
In 1212 zocht koning Filips II van Frankrijk een loyale, maar tegelijk zwakke heerser van Bretagne. Dit hertogdom lag tussen de zee richting Engeland en de Engelse bezittingen in Gascogne. Het lag bovendien begrensd aan Anjou en Normandië, twee gebieden die de Engelsen twaalf jaar eerder hadden verloren en die ze probeerden te heroveren. Bretagne werd met sterke hand bestuurd door Gwijde van Thouars, die fungeerde als regent voor zijn jonge dochter Adelheid. Filips II had een grote angst dat Bretagne in handen zou vallen van de Engelsen, omdat Adelheids oudere halfzus Eleonora in Engelse gevangenschap leefde en hij vreesde dat Adelheid hetzelfde lot te wachten stond.
Kort daarna verbrak Filips de verloving tussen Adelheid en de Bretoense heer Hendrik van Penthièvre, waarna hij haar verloofde met zijn Franse neef Peter, die toen een twintiger was. Op 27 januari 1213 huwden Adelheid en Peter, waarna Peter de Franse koning huldigde als leenheer van Bretagne.
Het is niet duidelijk of Peter in Bretagne de rang van hertog of graaf had. Het hertogdom was feitelijk in handen van zijn echtgenote. De Franse koning en de paus noemden Peter graaf, terwijl hij zichzelf in zijn charters hertog noemde.

## Relatie met de Engelsen
In 1214 had koning Jan zonder Land van Engeland een indrukwekkende alliantie gevormd tegen de Fransen. Hij landde in Poitou terwijl Rooms-Duits koning Otto IV de Welf een invasie voorbereidde in het noorden van Frankrijk. Jan verdreef de Franse troepen uit het noorden van Poitou en rukte op naar het zuiden van Bretagne, richting de stad Nantes. Na een korte schermutseling verdreef Peter de Engelse troepen, maar hij kon niet vermijden dat Jan zonder Land naar de Loirevallei oprukte. Daar veroverde Jan een aantal Bretoense forten en belegerde hij La Roche-aux-Moines. De vazallen van Jan zonder Land in Poitou weigerden echter om tegen de Franse troepen te vechten die onder leiding stonden van de Franse kroonprins Lodewijk. Ondertussen landde het leger van Otto IV in Bouvines, waarmee de volledige invasie kon beginnen.
Het is niet duidelijk waarom Peter vermeed om de stad Nantes te veroveren, net zoals het niet duidelijk is waarom hij zijn troepen niet achter Jan aan stuurde toen diens troepen naar het oosten marcheerden. Een aannemelijke uitleg is dat Peter en Jan een soort akkoord hadden gesloten waarbij Peter beloofde om de Engelse troepen met rust te laten als Jan Bretagne zou verlaten.
In een poging om Peter aan zijn kant te krijgen, bood Jan hem het graafschap Richmond aan. Dit Engelse graafschap was traditioneel in handen van de hertogen van Bretagne. Deze kwestie speelde constant een grote rol in de politieke zaken van Peter, omdat het zijn wens was het graafschap Richmond te bemachtigen en te behouden. Desondanks weigerde Peter het aanbod van Jan te aanvaarden en koos hij de zijde van de Franse koning in diens strijd tegen de Engelsen, omdat hij de vooruitzichten van Jan zonder Land te onzeker vond.
In 1216 kwam de Engelse adel in opstand tegen Jan zonder Land, waarna de Engelse troon aan de Franse kroonprins Lodewijk werd aangeboden. Na anderhalf jaar burgeroorlog met de aanhangers van Jan en diens zoon Hendrik III, werd Lodewijk verslagen. Peter werd vervolgens als onderhandelaar voor een vredesverdrag naar Engeland gestuurd. Na de afloop van de onderhandelingen werd Peter in 1218 door Willem de Maarschalk, regent in naam van de minderjarige Engelse koning Hendrik III, tot graaf van Richmond benoemd in de plaats van Eleonora van Bretagne, die als potentiële dreiging voor de Engelse kroon voor de rest van haar leven werd gevangengehouden. Het centrum van de eigendommen van het graafschap Richmond in Yorkshire was in handen van de graaf van Chester, waarmee Peter een slechte band had. Hierdoor bestuurde hij enkel de delen van Richmond die zich buiten Yorkshire bevonden, die ervoor zorgden dat de inkomsten van Peter enorm stegen. In 1219 nam hij deel aan de verovering van Marmande en aan het beleg van Toulouse tijdens de Albigenzische Kruistochten.

## De machtsversterking in Bretagne
Peter richtte zijn aandacht nu naar zijn volgende doel. De macht van de hertogen van Bretagne was traditioneel zwak in vergelijking met andere staten in het noorden van Frankrijk. Zo kon Peter niet verhinderen dat zijn vazallen kastelen bleven bouwen of had hij geen recht op het regentschap van minderjarige vazallen. Peter had de wens om de relatie met zijn vazallen meer te richten naar wat hij kende van aan het koninklijk hof. Voortaan benoemde Peter nieuwe vazallen door gewoonweg zijn fiat te geven, wat onvermijdelijk voor tumult zorgde bij de Bretoense adel. Het kwam vervolgens tot een reeks burgeroorlogen en politieke manoeuvres. In 1222 versloeg hij een leger van opstandige Bretoense edelen in de slag bij Châteaubriant. In 1223 dwong Peter zijn vazallen om de politieke veranderingen te accepteren, anders werden ze van hun landerijen onteigend.
De zes Bretoense bisschoppen vormden ook een bedreiging voor de macht van Peter, omdat die grote landerijen in handen hadden en weerspannig waren bij de pogingen van Peter om meer inkomsten te verwerven door belastingverhogingen of door simpelweg bezitting te nemen van kerkelijke domeinen. Voor deze laatste reden werd Peter van 1219 tot 1221 geëxcommuniceerd. Uiteindelijk gaf Peter de bisschoppen hun zin, maar dit betekende lang niet het einde van de conflicten met de bisschoppen.

## Regentschap
In oktober 1221 stierf Peters echtgenote Adelheid, waarna hij met drie jonge kinderen achterbleef. Hierdoor was Peter officieel geen hertog van Bretagne meer, maar hij bleef het hertogdom met onverminderde autoriteit verder besturen in naam van zijn minderjarige zoon Jan.
De dood van Adelheid veranderde de doelen van Peter op twee manieren. Ten eerste wenste hij om meer landerijen te bemachtigen die niet tot het hertogdom Bretagne behoorden, die hij dan kon besturen als zijn zoon Jan zelfstandig zou beginnen regeren. Ten tweede was er de strenge traditie in Frankrijk dat op het moment dat een minderjarig heerser zelfstandig begon te regeren, diens bezittingen nog dezelfde moesten zijn als op het moment dat de heerser deze bezittingen erfde. Hierdoor mocht Peter vanaf dan geen grote risico's nemen die de vooruitzichten van zijn zoon zouden kunnen belemmeren.
Peter hielp de nieuwe Franse koning Lodewijk VIII in de oorlog tegen koning Hendrik III van Engeland, waarna hij Lodewijk VIII begeleidde bij de Albigenzische Kruistochten. Als weduwnaar dacht hij gunstig te hertrouwen met Johanna van Constantinopel, wier echtgenoot in de kerkers van het Louvre zat. Paus Honorius III annuleerde het huwelijk, maar desondanks kwam de voorgenomen echtverbintenis er niet, omdat Lodewijk VIII bezwaar had tegen de machtsconcentratie van Bretagne en Vlaanderen-Henegouwen. Na de dood van Lodewijk VIII in 1226, nam Peter tussen 1227 en 1234 samen met graaf Theobald IV van Champagne en graaf Hugo X van La Marche deel aan de opstanden tegen de Franse regentes Blanca van Castilië.

## Kruistochten en overlijden
In 1237 werd Peters zoon Jan volwassen verklaard en kwam Peters bewind in Bretagne dus ten einde. In 1239 nam hij deel aan de Baronnenkruistocht in Palestina. Tijdens deze kruistocht werden de troepen van Peter samen met lokale ridders aangevallen door de zwaar bewapende cavalerie van de mammelukken. Peters troepen slaagden erin de cavalerie te verslaan en namen een aantal gevangen Mammelukken mee terug naar Jaffa.
In november 1239, tijdens de mars van Akko naar Asjkelon, splitsten Peter en zijn luitenant Raoul de Soissons hun troepen in twee en wachtte elke helft in een hinderlaag die zich bevond op een mogelijke handelsroute van karavanen die van de Jordaan naar Damascus trokken. De troepenhelft onder leiding van Peter viel een karavaan aan die zich buiten een kasteel bevond en na enig vechten blies Peter op de hoorn om de troepen onder leiding van Raoul op te roepen. De moslims vluchtten daarop in het kasteel en werden achtervolgd door Peters troepen. Veel moslims werden gedood, enkelen werden gevangengenomen en de dieren op de karavaan werden in beslag genomen. Deze kleine overwinning zou echter al snel overschaduwd worden door een enorme nederlaag bij Gaza.
Terug in Frankrijk behaalde Peter in 1242 en 1243 enkelen successen in verschillende zeeslagen tegen de Engelsen. In 1249 nam hij deel aan de Zevende Kruistocht naar Egypte onder leiding van koning Lodewijk IX van Frankrijk. Bij de terugkeer naar Frankrijk in 1250 stierf Peter op zee. Hij werd begraven in Braine.

## Voorouders
| Voorouders van Peter Mauclerc (1187-1250) | Voorouders van Peter Mauclerc (1187-1250)                                       | Voorouders van Peter Mauclerc (1187-1250)                                       | Voorouders van Peter Mauclerc (1187-1250)                        | Voorouders van Peter Mauclerc (1187-1250)                        | Voorouders van Peter Mauclerc (1187-1250)                        | Voorouders van Peter Mauclerc (1187-1250)                        | Voorouders van Peter Mauclerc (1187-1250)                        | Voorouders van Peter Mauclerc (1187-1250)                        |
| ----------------------------------------- | ------------------------------------------------------------------------------- | ------------------------------------------------------------------------------- | ---------------------------------------------------------------- | ---------------------------------------------------------------- | ---------------------------------------------------------------- | ---------------------------------------------------------------- | ---------------------------------------------------------------- | ---------------------------------------------------------------- |
| Overgrootouders                           | Lodewijk VI van Frankrijk (1081-1137) ∞ 1115 Adelheid van Maurienne (1092-1154) | Lodewijk VI van Frankrijk (1081-1137) ∞ 1115 Adelheid van Maurienne (1092-1154) | Guy van Baudement (-1144) ∞ Alix de Braine (-)                   | Guy van Baudement (-1144) ∞ Alix de Braine (-)                   | Engelram II van Coucy (1110-1139) ∞ Agnes van Beaugency (-1207)  | Engelram II van Coucy (1110-1139) ∞ Agnes van Beaugency (-1207)  | Boudewijn IV van Henegouwen (1110-1171) ∞ Aleidis van Namen (-)  | Boudewijn IV van Henegouwen (1110-1171) ∞ Aleidis van Namen (-)  |
| Grootouders                               | Robert I van Dreux (1123-1188) ∞ Agnes van Baudement (1130-1202)                | Robert I van Dreux (1123-1188) ∞ Agnes van Baudement (1130-1202)                | Robert I van Dreux (1123-1188) ∞ Agnes van Baudement (1130-1202) | Robert I van Dreux (1123-1188) ∞ Agnes van Baudement (1130-1202) | Rudolf I van Coucy (1134-1191 ∞ Agnes van Henegouwen (1142-1168) | Rudolf I van Coucy (1134-1191 ∞ Agnes van Henegouwen (1142-1168) | Rudolf I van Coucy (1134-1191 ∞ Agnes van Henegouwen (1142-1168) | Rudolf I van Coucy (1134-1191 ∞ Agnes van Henegouwen (1142-1168) |
| Ouders                                    | Robert II van Dreux (1154-1218) ∞ Yolande van Coucy (1164-1222)                 | Robert II van Dreux (1154-1218) ∞ Yolande van Coucy (1164-1222)                 | Robert II van Dreux (1154-1218) ∞ Yolande van Coucy (1164-1222)  | Robert II van Dreux (1154-1218) ∞ Yolande van Coucy (1164-1222)  | Robert II van Dreux (1154-1218) ∞ Yolande van Coucy (1164-1222)  | Robert II van Dreux (1154-1218) ∞ Yolande van Coucy (1164-1222)  | Robert II van Dreux (1154-1218) ∞ Yolande van Coucy (1164-1222)  | Robert II van Dreux (1154-1218) ∞ Yolande van Coucy (1164-1222)  |

## Huwelijken en nakomelingen
In 1213 huwde Peter met hertogin Adelheid van Bretagne (1200-1221). Ze kregen drie kinderen:
- Jan I (1217-1286)
- Yolande (1218-1272), huwde in 1236 met Hugo XI van Lusignan
- Arthur (1220-1224)

Na de dood van Adelheid hertrouwde Peter met ene Nicole (overleden in 1232). Ze kregen een zoon:
- Olivier (1231-1279), heer van Machecoul

Na de dood van zijn tweede echtgenote huwde Peter in 1236 met vrouwe Margaretha van Montaigu, weduwe van burggraaf Hugo I van Thouars. Hun huwelijk bleef kinderloos.